# Elecciones parlamentarias de Hungría de 2018
Las elecciones parlamentarias de Hungría de 2018 fueron las octavas elecciones desde la caída del comunismo y tuvieron lugar el 8 de abril del mencionado año, siendo también las segundas desde la reforma electoral implementada por el gobierno de Viktor Orbán. Se debían renovar los 199 escaños de la Asamblea Nacional para el período 2018-2022, mediante un sistema que combina la representación proporcional y el escrutinio mayoritario uninominal.
El partido oficialista Fidesz-Unión Cívica Húngara, en el poder desde 2010 obtuvo un tercer amplio triunfo consecutivo, aún mayor que el anterior, con casi la mitad del voto popular (49.27%) y su tercera mayoría absoluta de dos tercios con 133 de los 199 escaños, lo que le aseguró a Orbán su reelección por un tercer mandato (el cuarto no consecutivo), siendo la primera vez que ocurría esto desde la restauración democrática. El partido de extrema derecha Movimiento por una Hungría Mejor, conocido como Jobbik, logró sorpresivamente convertirse en el principal partido de la oposición al quedar en el segundo lugar con el 19.06% de los votos y 26 escaños. Sin embargo, su crecimiento no fue muy significativo (menos de 73.000 sufragios más con respecto a las anteriores elecciones) y solo obtuvo tres escaños extra, viéndose el partido prácticamente estancado en las cifras de 2014.
La llegada de Jobbik al segundo lugar más bien se vio propiciada por la debilidad del Partido Socialista Húngaro (MSZP), cuya debacle lo llevó a quedar en tercer lugar con el 11.91% de los votos y 20 escaños. Fue la primera vez desde 1990 en la que el MSZP no quedaba en primer o segundo lugar, poniendo fin al bipartidismo que mantenía con Fidesz desde 1998.

## Antecedentes
En las elecciones parlamentarias previas, en abril de 2014, el gobierno en ejercicio -compuesto por Fidesz y su aliado Partido Democrático Cristiano (KDNP) - logró una mayoría de dos tercios por segunda vez consecutiva con un 44.87 por ciento de los votos. Según sus críticos, esta abrumadora proporción se debió únicamente a la nueva ley electoral (principalmente debido a la introducción de escaños de compensación también para los ganadores individuales) que fue adoptada por la coalición gobernante en 2011. El partido gobernante sufrió derrotas en dos elecciones parciales parlamentarias en febrero y abril de 2015, ambas en el condado de Veszprém.
La alianza electoral de izquierda Unidad, que no pudo ganar las elecciones nacionales de 2014 después de que sus cinco partidos constituyentes obtuvieran un total de solo 38 escaños, se separó poco después. Sus antiguos partidos miembros (MSZP, Együtt - PM y DK) participaron en las elecciones al Parlamento Europeo de mayo de 2014 de forma individual, mientras que el MLP no participó en las elecciones. Debido a esta fragmentación de la oposición de izquierda, el nacionalista radical Jobbik se convirtió en el segundo partido más grande en una elección nacional por primera vez desde su creación. El PM rompió la naturaleza permanente de su alianza con Együtt el 9 de noviembre de 2014.
Después de unos cuantos meses de crisis para el gobierno del partido Fidesz desde 2014, periodo que estuvo marcado por conflictos internos (el empresario Lajos Simicska cayó en desgracia dentro de Fidesz) y escándalos de corrupción, el partido gobernante recuperó mucho de su soporte perdido durante la crisis emigrante europea durante el verano de 2015, cuándo el Primer ministro Viktor Orbán anunció la construcción de una valla a lo largo de su frontera del sur con Serbia. El gobierno húngaro también criticó la política de la Unión Europea de fomentar la llegada de refugiados a Europa. La barrera fue exitosa, y desde entonces miles de refugiados eran diariamente desviados a Eslovenia en su lugar.
El 13 de diciembre de 2015, el 26.º congreso del oficialista Fidesz reeligió a Viktor Orbán como líder del partido. Orbán dijo en su discurso que estaba listo para liderar al partido en las próximas elecciones parlamentarias y que continuaría como primer ministro si Fidesz ganaba la reelección en 2018. Con esa declaración, Orbán dejó en claro que no tenía la intención de convertirse en presidente de Hungría, sucediendo a János Áder tras las elecciones presidenciales indirectas de 2017.
El 2 de octubre de 2017, el dirigente elegido del MSZP, László Botka, anunció su retirada, declarando que  pensaba que algunos opositores húngaros no se preocupaban realmente de un cambio de gobierno.

## Sistema electoral
Los 199 miembros de la Asamblea Nacional serán elegidos por dos métodos; 106 serán elegidos en distritos electorales uninominales por primera mayoría, y los 93 restantes serán elegidos en un solo distrito electoral nacional por representación proporcional en listas de partidos. El umbral electoral se establece en el 5 %, aunque se eleva al 10 % para coaliciones de dos partidos y al 15 % para coaliciones de tres o más partidos. Los escaños se asignan utilizando el método d'Hondt.

## Proclamación de candidaturas
Las proclamaciones de las candidaturas en el sistema electoral se hacen desde un mes antes del período de la campaña electoral hasta la mitad de la misma, en esta ocasión la campaña comenzó el 17 de febrero y duró hasta el 7 de abril, por lo que los candidatos y partidos tuvieron desde el 17 de enero hasta el 10 de marzo para las publicaciones, siendo la fecha de publicación definitiva de resultados el 13 de marzo. Se proclamaron 23 listas de partidos y 13 listas de autogobierno y varios candidatos independientes en ciertas regiones. Se rechazaron 17 listas de partidos y ninguna de autogobierno. Entre listas presentadas en todo el territorio y las provinciales se presentaron un total de 113 organizaciones.

### Listas nacionales

#### Proclamadas
| - Fidesz–KDNP - Jobbik - MSZP–Párbeszéd - LMP - DK - Együtt - Momentum - MKKP - MUNKÁSPÁRT - MIÉP - ÖSSZEFOGÁS PÁR - CSP | - MEDETE PÁRT - KÖZÖS NEVEZŐ - EU.ROM - NP - IRÁNYTŰ - KÖSSZ - SEM (12 de marzo de 2018) - MCP - REND PÁRT - SZEM PÁRT - TENNI AKARÁS MOZGALOM |

#### Rechazadas
- Partido Alternativa Popular Húngara (AMNP. Alternativ Magyar Néppárt). Rechazado el 12 de marzo de 2018
- Partido Demócrata (Demokrata Párt). Rechazado el 17 de marzo de 2018
- Partido para las Minorías húngaras perjudicadas y en desventaja (EMKHHP. Együto a Magyar Kisebbségekért és Hátrányos Helyzetűekért Párt)
- Movimiento para la Satisfacción Húngara (EMMO. Elégedett Magyarországért Mozgalom)
- CREE - Un partido auténtico (Értünk Értetek. Értünk Értetek - A Hiteles Párt)
- Partido Independiente Cívico de los Pequeños Propietarios y de los Trabajadores Agrarios (FKGP. Független Kisgazda-, Földmunkás- és Polgári Párt)
- ¡A por Hungría! (Hajrá Magyarország! Hajrá Magyarország! Párt)
- Partido Progresista de Hungría (HAM. Haladó Magyarországért Párt)
- Partido Popular por la Democracia Recíproca (KEDN. Közösen Egymásért Democratikus Néppárt)
- Ímpetu Húngaro (Lendülettel. Lendülettel Magyarországért)

### Listas de autogobierno
- Bolgár Országos Önkormányzat (BOÖ)
- Szerb Országos Önkormányzat (SZOÖ)
- Országos Roma Önkormányzat (ORÖ)
- Országos Örmény Önkormányzat (OÖÖ)
- Magyarországi Görögök Országos Önkormányzata (MGOÖ)
- Autogobierno Nacional de los Alemanes en Hungría (MNOÖ. Magyarországi Németek Országos Önkormányzata)
- Gobierno Autónomo Nacional de Roma en Hungría (MROÖ. Magyarországi Románok Országos Önkormányzata)
- Országos Horvát Önkormányzat (OHÖ)
- Országos Lengyel Önkormányzat (OLÖ)
- Országos Ruszin Önkormányzat (ORÖ [sic])
- Országos Szlovén Önkormányzat (OSZÖ)
- Országos Szlovák Önkormányzat (OSZÖ [sic])
- Ukrán Országos Önkormányzat (UOÖ)

## Críticas

### Partidos falsos
Tras la modificación de la ley electoral se ha simplificado el proceso para que alguien sea un candidato-diputado. Cada candidato tiene que acumular al menos 500 signaturas para ser candidato en su distrito electoral. Un votante puede firmar por distintos candidatos al mismo tiempo, pero un candidato puede serlo solo de un partido. Cada candidato es titulado por recibir el apoyo financiero de campaña electoral. En otro lado después de las elecciones el candidato tiene que reembolsar el apoyo por el presupuesto estatal si en las elecciones no alcance 1% de los votos.
La definición de los partidos falsos es difícil legalmente, y también políticamente. Dichos "partidos" son llamados así en función de sus atribuciones comunes. Además, es típico que un partido falso no lleve a cabo ninguna actividad política fuera del periodo electoral y haga muchos engaños con las hojas de recomendaciones. En marzo de 2018, en la circunscripción electoral de Csepel se descubrió que 23 partidos habían hecho trampa en las hojas de recomendaciones incluyendo las firmas de personas ya fallecidas.

## Encuestas de opinión

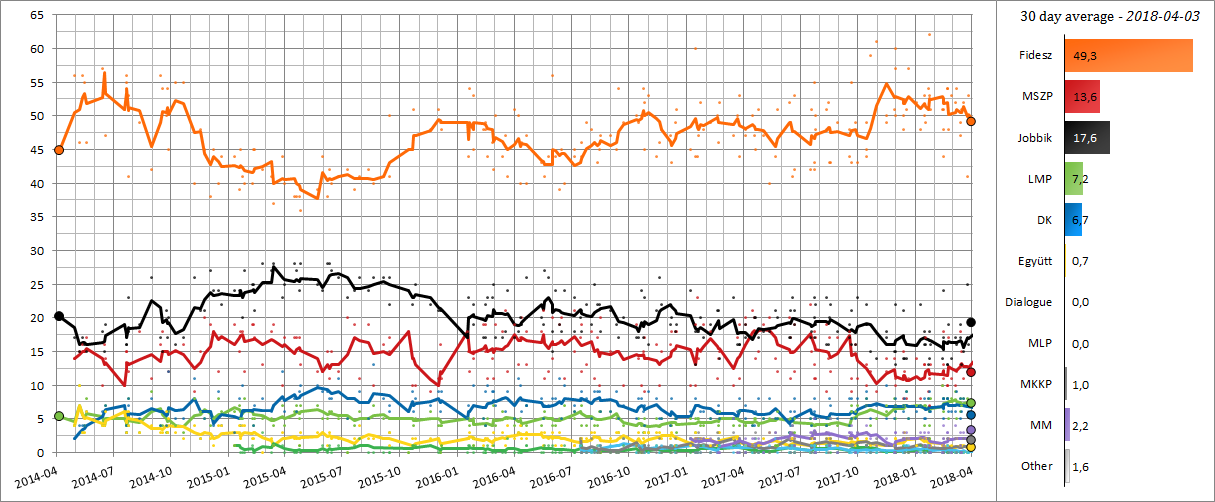
Las encuestas son desde abril de 2014 (la última elección parlamentaria) hasta la fecha actual. Cada partido político tiene una la línea pintada específica.

## Resultados definitivos
| Partido / Alianza                  | Partido / Alianza                                | Listas de Partidos | Listas de Partidos | Listas de Partidos | Distritos electorales | Distritos electorales | Distritos electorales | Total   | Total       |
| Partido / Alianza                  | Partido / Alianza                                | Votos              | %                  | Escaños            | Votos                 | %                     | Escaños               | Escaños | ±           |
| ---------------------------------- | ------------------------------------------------ | ------------------ | ------------------ | ------------------ | --------------------- | --------------------- | --------------------- | ------- | ----------- |
|                                    | Fidesz-Unión Cívica Húngara – KDNP               | 2.824.206          | 49,27              | 42                 | 2.636.203             | 47,89                 | 91                    | 133     | Sin cambios |
|                                    | Movimiento por una Hungría Mejor                 | 1.092.669          | 19,06              | 25                 | 1.276.842             | 23,20                 | 1                     | 26      | 3           |
|                                    | Partido Socialista Húngaro – Diálogo por Hungría | 682.602            | 11,91              | 12                 | 622.458               | 11,22                 | 8                     | 20      | 10          |
|                                    | La Política Puede Ser Diferente                  | 404.425            | 7,06               | 7                  | 312.731               | 5,64                  | 1                     | 8       | 3           |
|                                    | Coalición Democrática                            | 308.068            | 5,37               | 6                  | 348.178               | 6,28                  | 3                     | 9       | 5           |
|                                    | Movimiento Momentum                              | 175.225            | 3,06               | 0                  | 75.035                | 1,35                  | 0                     | 0       | Nuevo       |
|                                    | Partido Húngaro del Perro de Dos Colas           | 99.410             | 1,73               | 0                  | 39.763                | 0,72                  | 0                     | 0       | Nuevo       |
|                                    | Juntos - Partido por una Nueva Era               | 37.561             | 0,66               | 0                  | 58.591                | 1,06                  | 1                     | 1       | 2           |
|                                    | Autogobierno Nacional de los Alemanes en Hungría | 26.477             | 0,46               | 1                  |                       |                       |                       | 1       | 1           |
|                                    | Partido Obrero Húngaro                           | 15.640             | 0,27               | 0                  | 13.613                | 0.25                  | 0                     | 0       | Sin cambios |
|                                    | Partido de la Familia                            | 10.640             | 0,19               | 0                  | 9.839                 | 0,18                  | 0                     | 0       | Sin cambios |
|                                    | Partido Húngaro de la Justicia y la Vida         | 8.713              | 0,15               | 0                  | 6.897                 | 0,12                  | 0                     | 0       | Sin cambios |
|                                    | Partido por una Hungría Apta y Saludable         | 7.309              | 0.13               | 0                  | 5.525                 | 0.10                  | 0                     | 0       | Sin cambios |
|                                    | Autogobierno Nacional de los Gitanos             | 5.703              | 0,10               | 0                  |                       |                       |                       | 0       | Sin cambios |
|                                    | Otros partidos (menos de 0.1%)                   | 33.173             | 0,58               | 0                  | 43.256                | 0,78                  | 0                     | 0       | 1           |
|                                    | Independientes                                   |                    |                    |                    | 55.612                | 1,00                  | 1                     | 1       | 1           |
|                                    |                                                  |                    |                    |                    |                       |                       |                       |         |             |
| Total                              | Total                                            | 5.731.821          | 100,00             | 93                 | 5.504.543             | 100,00                | 106                   | 199     | Sin cambios |
|                                    |                                                  |                    |                    |                    |                       |                       |                       |         |             |
| Votos válidos                      | Votos válidos                                    | 5.731.821          | 98,97              |                    |                       |                       |                       |         |             |
| Votos nulos / en blanco            | Votos nulos / en blanco                          | 59.611             | 1,03               |                    |                       |                       |                       |         |             |
| Registrados / Participación        | Registrados / Participación                      | 8.312.173          | 69,73              |                    |                       |                       |                       |         |             |
| Fuente: Oficina Electoral Nacional |                                                  |                    |                    |                    |                       |                       |                       |         |             |